# Torban

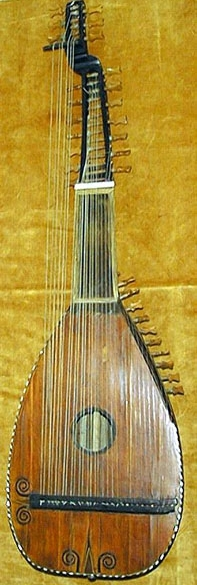
Torban

Torban (ukrainisch торбан), auch teorban, ist eine gezupfte Halslaute, die in der Ukraine gespielt wird und im 19. Jahrhundert zeitweilig auch in Polen, Litauen und Russland verbreitet war. Mit der namensverwandten Theorbe, die zu den im 16. Jahrhundert in Westeuropa eingeführten Erzlauten gehört, verbindet die torban eine neben dem Griffbrett bis zu einem zweiten Wirbelkasten am verlängerten Hals führende Gruppe von Basssaiten. Wie die ukrainische Laute kobsa hat sie eine Reihe von Diskant-Nebensaiten, die über die Korpusdecke verlaufen.

## Herkunft
Lauteninstrumente mit einem mutmaßlich birnenförmigen Korpus und einem langen oder kurzen Hals sowie schlanke Kastenzithern vom Typ der gusli sind in den ostslawischen Gebieten seit dem frühen Mittelalter bekannt. Für das Gebiet der Ukraine ist erstmals ein Lautenspieler im 11. Jahrhundert auf einem Wandbild in der Sophienkathedrale von Kiew abgebildet. Auf Abbildungen vom 16. bis zum 18. Jahrhundert sind ukrainische Lauten mit einem kurzen und einem langen Hals jeweils mit sechs Saiten zu erkennen, die kobsa genannt wurden. Zu einer nicht genau bekannten Zeit – möglicherweise um 1700 – erhielten manche der Kurzhalslauten entweder durch Übernahme von westeuropäischen Lauteninstrumenten oder durch Angleichung an die im Baltikum und Russland verbreiteten Kastenzithern eine Gruppe von kurzen Diskantsaiten auf der Decke, die nur leer gezupft werden. Eine Weiterentwicklung in Richtung einer Kastenzither stellt die ukrainische bandura dar, bei der alle Saiten leer gezupft werden und lediglich die Korpusform mit ihrem Halsansatz noch an ein Lauteninstrument erinnert. Für diese Diskantsaiten (ukrainisch pristrunki), die auch bei der torban vorkommen, gibt es kaum Vorbilder an historischen Lauteninstrumenten außerhalb der Region.
Im Unterschied zu kobsa und bandura, die überwiegend von Liedersängern zur Begleitung in der Volksmusik verwendet wurden, ist die torban ein Instrument, das wegen seiner komplexen Form und den hohen Herstellungskosten zur musikalischen Unterhaltung der Oberschicht gehörte. Die als besondere dritte Saitengruppe vorhandenen langen Basssaiten machen die torban zu einer Vertreterin der Erzlauten.
Als Erzlauten werden eine Gruppe von im 16. Jahrhundert in Italien eingeführten Lauten mit Bünden bezeichnet, bei denen neben dem Griffbrett Basssaiten bis zu einem zweiten Wirbelkasten verlaufen. Ein schahrud genanntes Zupfinstrument, das in Zentralasien Anfang des 10. Jahrhunderts gemäß dem persischen Musiker Abd al-Qadir (um 1350–1435) „doppelt so lang wie eine ʿūd“ war, interpretierte Henry George Farmer (1962) als eine Art Erzlaute. Ein anderes historisches Zupfinstrument aus der Familie der arabischen Langhalslauten tanbūr, das Farmer als Erzlaute klassifiziert, hieß mugnī und soll 24 Saiten besessen haben. Seine Erfindung wird Safi ad-Din al-Urmawi im 13. Jahrhundert zugeschrieben. Curt Sachs (1940) erwähnt diese mugnī als eine Kombination aus Laute und Zither im Zusammenhang mit der torban, weil er eine direkte Abstammung der torban von der Theorbe nicht für wahrscheinlich hält und speziell für die Diskantsaiten einen orientalischen Ursprung sucht.
Es gab offenbar in der mittelalterlichen arabischen Musik einzelne Bestrebungen, sehr komplexe Saiteninstrumente einzuführen. Wie diese Instrumente aussahen, lässt sich anhand der Quellen häufig nicht genau rekonstruieren, weshalb Fehleinschätzungen möglich sind. Beispielsweise soll laut Farmer (1939) der während der Fatimidenherrschaft in der ersten Hälfte des 11. Jahrhunderts in Ägypten lebende Musiker Ibn at-Tahhan al-Musiqi eine Erzlaute mit vier oder fünf Doppelsaiten und einer Länge von 180 Zentimetern erfunden haben. Die Länge errechnete Farmer aus den arabischen Maßangaben. Nachdem 40 Jahre lang in der Fachliteratur die außerordentliche Größe des Instruments diskutiert wurde, ergaben 1979 angestrengte Plausibilitätsüberlegungen, dass die Laute nur ungefähr halb so groß gewesen sein dürfte.

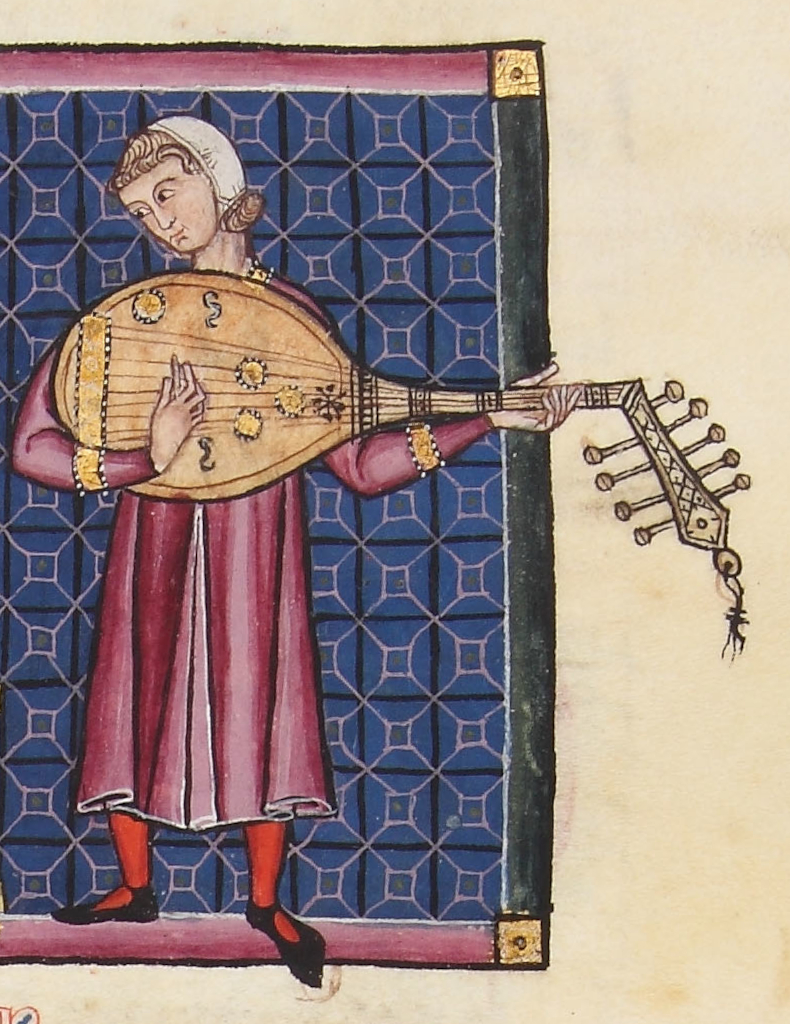
Basslaute in Form einer dickbauchigen orientalischen Knickhalslaute. Illustration aus den Cantigas de Santa Maria, 13. Jahrhundert.

Kurzhalslauten mit einem birnenförmigen Korpus kamen im Zuge der islamischen Eroberung aus dem westlichen Asien auf die Iberische Halbinsel und wurden im 13. Jahrhundert in zahlreichen spanischen Buchillustrationen dargestellt. Eine Abbildung in der während der Herrschaft von König Alfons X. (reg. 1252–1282) entstandenen
Liedersammlung Cantigas de Santa Maria zeigt eine große Basslaute nach dem Vorbild der ʿūd ohne Bünde mit neun seitenständigen Stimmwirbeln für wahrscheinlich vier Doppelsaiten und eine höchste Saite (Chanterelle), aber erst in der zweiten Hälfte des 16. Jahrhunderts gewannen Saiteninstrumente in Basslage an Bedeutung. Da es Lautenspielern schwerfällt, die Saiten mit der linken Hand zu verkürzen, wenn eine bestimmte Breite des Griffbretts überschritten wird, ergänzte man seitlich Basssaiten, die nicht gegriffen werden können. Die italienische Bezeichnung arciliuto (gemeint „vergrößerte Laute“), die wohl auf den Komponisten und Lautenspieler Alessandro Piccinini (1566 – um 1638) zurückgeht, war vor 1590 bekannt und bezog sich auf eine Laute mit einem verlängerten Hals und einem zusätzlichen Wirbelkasten. Doppelsaiten, Stimmung und die musikalische Verwendung der zeitgenössischen Renaissancelaute wurden bei den frühen verlängerten Instrumenten beibehalten. In der von Raymund Fugger in Augsburg angelegten Kunstsammlung befand sich 1566 „ain fischbaine Laute mit zwen Krägen“. Dies ist die erste bekannte Erwähnung einer verlängerten Laute. Mehrere experimentelle Erzlautenvarianten folgten im Verlauf des 16. Jahrhunderts. In den 1620er Jahren waren für die liuti attiorbati genannten Erzlauten bis zu elf Doppelsaiten üblich, von denen sechs bis sieben über Bünde führten.

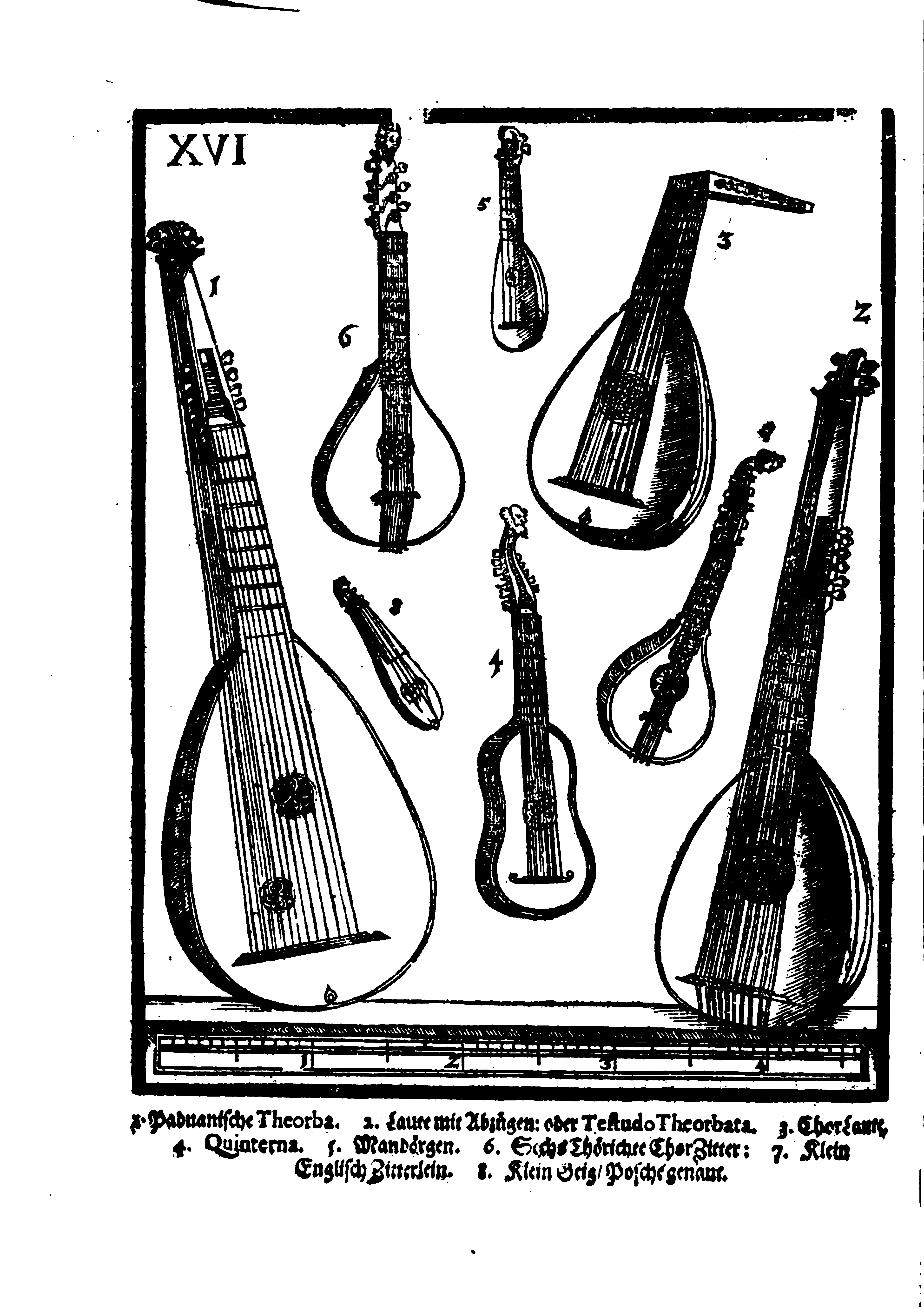
Michael Praetorius: Syntagma musicum, Band 2, 1619, Tafel XVI, Nr. 2 zeigt eine „Laute mit Abzügen oder Testudo Theorbata“.

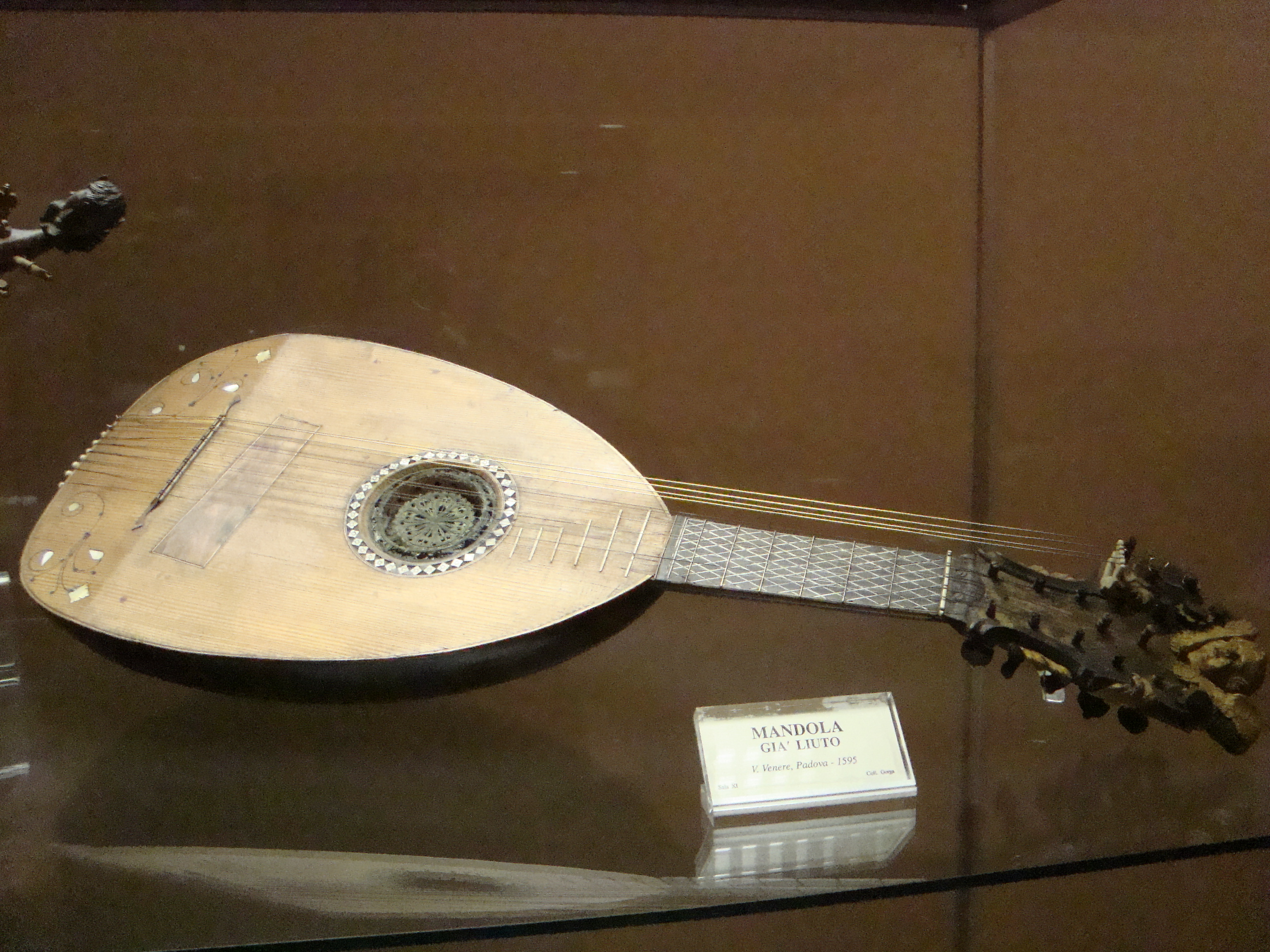
Eine von Vendelino Venere (Tieffenbrucker) 1595 in Padua entwickelte Kurzhalslaute mit einer Chanterelle und fünf Doppelsaiten über einem Griffbrett mit Bünden sowie vier leeren Basssaiten, die seitlich an der Wirbelplatte befestigt sind. Eine Vorstufe der Erzlauten.

Eine der italienischen Erzlauten war die Theorbe, deren italienische Namen tiorba und chitarrone Ende des 16. und Anfang des 17. Jahrhunderts synonym verwendet wurden. Der 1589 erstmals von Bastiano de Rossi erwähnte Name chitarrone ist die Augmentativform von chitarra, das von griechisch kithara abstammt, und bedeutet wörtlich „große Gitarre“; die Herkunft des Wortes tiorba ist spekulativ. Die Theorbe wurde vermutlich zuerst Ende des 16. Jahrhunderts in Padua hergestellt. Der Gelehrte Giovanni Florio erwähnt in seinem Italienisch-Englisch-Wörterbuch von 1598 die „tiorba als eine Art Volksmusikinstrument“ und in der Ausgabe von 1611 ist die „tiorba ein von Blinden gespieltes Musikinstrument“. Die Theorbe wurde offenbar noch nicht zu den bekannten Lauten gezählt, entwickelte sich aber bald zu einem beliebten Generalbassinstrument in großen Orchestern und zur Liedbegleitung, das bis in die zweite Hälfte des 18. Jahrhunderts eingesetzt wurde. Michael Praetorius bildet in Syntagma musicum (1619) eine Theorbe mit sieben oder acht Doppelsaiten über dem Griffbrett und sechs einzelnen Basssaiten ab, die er Testudo Theorbata nennt („theorbierte Laute“; testudo bedeutet „Laute“, ursprünglich „Schildkröte“, entsprechend Latein lyra).
Zu der Vielzahl an konstruktiven Lösungen für die obere Befestigung der zusätzlichen Saiten an Wirbelkästen, kommt ein ungewöhnlicher Versuch, die Saiten am unteren Ende nicht über einen gemeinsamen Steg zu führen, sondern an einer gestuften Reihe von einzelnen Sätteln auf der Decke zu fixieren. Ein erhaltenes Exemplar aus dem 16. Jahrhundert, das sich im Kunsthistorischen Museum in Wien befindet, wird in einem Bestandskatalog von 1596 als „mer ain grosse selczame lauten mit zween kragen und drei stern“ („eher eine große seltsame Laute mit zwei Wirbelkästen und drei Schalllöchern“) beschrieben. Das Instrument mit einem länglichen, an der rechten Seite barock gekurvten Korpus und zwei sehr kurzen Halsansätzen nebeneinander ist typologisch von einer Laute zu einer Kastenzither übergegangen. Bemerkenswert ist die obere Befestigung der drei kürzesten Saiten mit Stimmwirbeln an der Zarge neben dem Hals. Diese Befestigungsart ist ansonsten bei westeuropäischen Saiteninstrumenten unbekannt, aber charakteristisch für die ukrainischen Lauten (vgl. die unten abgebildete torban aus dem 18. Jahrhundert). Ein anderes merkwürdiges Saiteninstrument mit einem birnenförmigen Lautenkorpus und einem nicht nach hinten, sondern nach oben geknickten Hals, ist im Syntagma musicum auf Tafel XXXVI, Nr. 2, abgebildet. Die Saitenebene befindet sich laut der Abbildung wie bei einer Harfe frei zwischen dem Hals und einem diagonal auf der Korpusdecke angebrachten Steg, weshalb die „sonderbare Laute..nach Art der Harpfen tractiret“ werden sollte.
Der Name torban (teorban) ist von tiorba abgeleitet. In der westlichen Ukraine wurde er noch im 19. Jahrhundert für unterschiedliche Lauteninstrumente verwendet, also für kobsa, bandura, der Mandora entsprechende Lauten und für Erzlauten. Selbst in literarischen Werken des 19. Jahrhunderts, etwa in Iwan Frankos historischer Beschreibung Sachar Berkut: Ein Bild des öffentlichen Lebens der Karpatenrus im 13. Jahrhundert ist fälschlich von einer torban anstelle einer kobsa die Rede.
Bei den kulturellen Einflüssen Westeuropas auf Russland und die Ukraine, die ab Anfang des 17. Jahrhunderts erkennbar werden, spielte zunächst das Königreich Polen eine Vermittlerrolle. Unter Zar Peter dem Großen (reg. 1682–1725) kam es zum direkten Kulturaustausch zwischen Westeuropa und dem mächtig gewordenen Russland. Über Polen gelangten die Erzlaute, die Violine und andere westeuropäische Musikinstrumente in die Ukraine und weiter nach Russland. Nach einer polnischen Quelle gab es 1441 einen ukrainischen Banduraspieler am Hof von Krakau und zu den Hofmusikern des polnischen Königs Sigismund I. (reg. 1507–1548) soll ein ukrainischer Bandurist gehört haben, mit dem der König auch Schach spielte. Dies sind die frühesten schriftlichen Hinweise auf ukrainische Lautenspieler. Im 18. Jahrhundert wurden in der Ukraine die Saiteninstrumente kobsa, bandura (Schalenhalslauten), Violine, Bassgeige, gusli (Kastenzither), bandurka (kleine fünfsaitige Gitarre) und torban erwähnt. Wann die torban genannte Erzlaute eingeführt wurde, ist unklar. Spekulativ wurde ihre Erfindung zwischen 1735 und 1740 einem polnischen Paulinermönch aus Jasna Góra namens Tuliglowski zugeschrieben, auch wenn es den Namen teorban bereits vorher gab. Tuliglowski spielte auf seinem Instrument, das er tuli di gambe nannte, Kaiser Karl VI. in Wien vor, wohin er im Gefolge des Prinzen Lubomirski gereist war. Der Mönch Tuligowski taucht nur in einer einzigen polnischen Quelle auf. Die Bezeichnung gambe ist nicht abwegig, weil sich die Viola da Gamba und die Theorbe in der Barockmusik klanglich ergänzten und häufig zusammen eingesetzt wurden.
Die torban wurde im 19. Jahrhundert außer in der Ukraine zeitweilig in Litauen, Polen und Russland eingesetzt, bis das bürgerliche Musikinstrument nach der Russischen Revolution überall aus der Mode gekommen war, weil es nicht dem sowjetischen Gesellschaftsmodell entsprach. In den Museen von Lwiw und Perejaslaw in der Ukraine, in Sankt Petersburg und in weiteren Museen werden insgesamt 40 torban aus dem 19. Jahrhundert aufbewahrt, gegenüber nur 6 erhaltenen bandura aus dieser Zeit. Allein 14 torban befinden sich in Sankt Petersburg. Von den meisten torban ist ihr Hersteller unbekannt, lediglich die Namen dreier Instrumentenbauer sind überliefert.

## Bauform

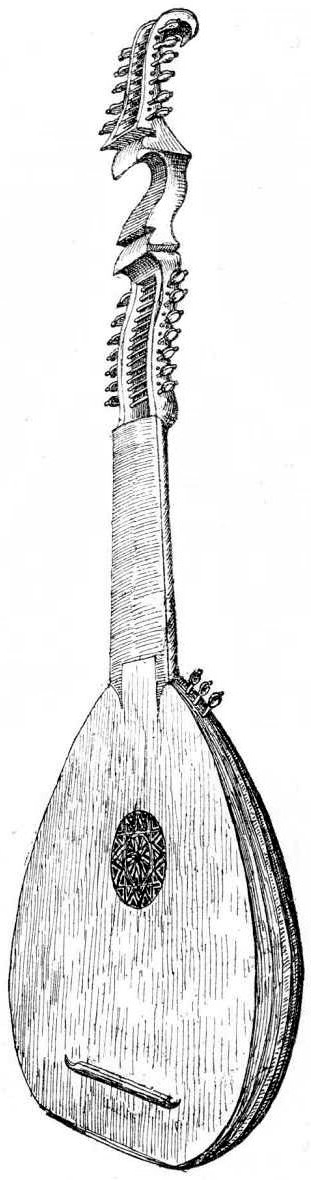
Torban aus dem 18. Jahrhundert mit drei Stimmwirbeln für Diskantsaiten. Zeichnung in Zygmunt Gloger: Encyklopedia staropolska ilustrowana („Altpolnische Enzyklopädie“), 1900–1903.

Bei den aus dem 19. Jahrhundert stammenden Exemplaren gleicht keines einem anderen. Allen gemeinsam ist ein birnenförmiger, tiefbauchiger Korpus, der wie bei der ʿūd oder der Laute am Boden aus verleimten Holzspänen besteht. Bei einem Exemplar aus der zweiten Hälfte des 18. Jahrhunderts besteht der Korpusboden aus elf Ahornlamellen. Die Gesamtlänge dieses von Georg Kinsky (1912) „Russische Theorbe“ und „Torbana“ genannten Instruments beträgt 115–120 Zentimeter bei einer Mensurlänge von 62–64 Zentimetern, sein Korpus ist 52 Zentimeter lang und 35 Zentimeter breit. Ein im 19. Jahrhundert gebräuchlicher russischer Name dieses Typs ist bandura panskaja („herrschaftliche Bandura“).
Eine relativ nahe Verwandte der torban ist die „Schwedische Theorbe“, eine Variante der westeuropäischen Theorbe ohne Diskantsaiten, die im Unterschied zum ukrainischen Instrument einen wie bei einer Cister flachen Boden besitzt und in Schweden bis zur Mitte des 19. Jahrhunderts gespielt wurde.
Die Decke der torban ist flach und besitzt üblicherweise ein zentrales rundes Schallloch. Alle Saiten sind am unteren Ende direkt am Steg befestigt, der quer über fast die gesamte Korpusbreite auf der Decke sitzt. Zehn bis vierzehn Darmsaiten werden über das Griffbrett geführt. Von diesen kommen die höchsten zwei oder vier Saiten (Chanterelle) einzeln vor, die übrigen sind im Oktavabstand gestimmte Doppelsaiten. Eine Anfang des 20. Jahrhunderts gebräuchliche Stimmung für fünf Doppelsaiten und zwei Chanterelle lautet: C–c–D–d–G–g–c–c1–f–f1–g1–a1 und für die leeren Saiten: D–G–C–F, nach einer anderen Angabe D–G–c–G. Für die 14 Diskantsaiten werden Tonhöhen von h1 bis a3 aufgeführt.
Einige Griffbretter sind mit aufgesetzten Bünden versehen, ansonsten sind sie bundlos. Meist vier bis sechs, einzelne oder doppelchörige Basssaiten führen seitlich am Griffbrett vorbei bis zu einem zweiten Wirbelkasten am verlängerten und häufig zur Seite geschwungenen Hals. Alle Holzwirbel sind seitenständig. Soweit entspricht die Konstruktion einer Erzlaute. Hinzu kommen zwölf bis vierzehn – bei einigen Instrumenten nur drei bis fünf – Diskantsaiten (pristrunki), die nicht abgegriffen werden und diatonisch von b1 bis a3 gestimmt sind. Sie verlaufen wie bei einer Kastenzither über die Decke und sind an einer Reihe kleiner Stimmwirbel am gekrümmten oberen Rand des Korpus befestigt. Ihre Anordnung verweist auf die entsprechende Version der kobsa als Vorbild, die auch die Entwicklung der bandura beeinflusste.
Speziell für die torban sind kaum Notationen überliefert. Die Stimmung der torban basierte auf dem F-Durdreiklang. Den wenigen Ende des 19. Jahrhunderts gesammelten Musikstücken nach zu urteilen, wurde die torban nur für die Tonarten F-Dur, C-Dur, F-Moll und C-Moll verwendet; für Molltonarten wurden die A-Saiten auf As vermindert. Eine heutige ukrainische torban besitzt insgesamt etwa 30 Saiten.

## Spielweise

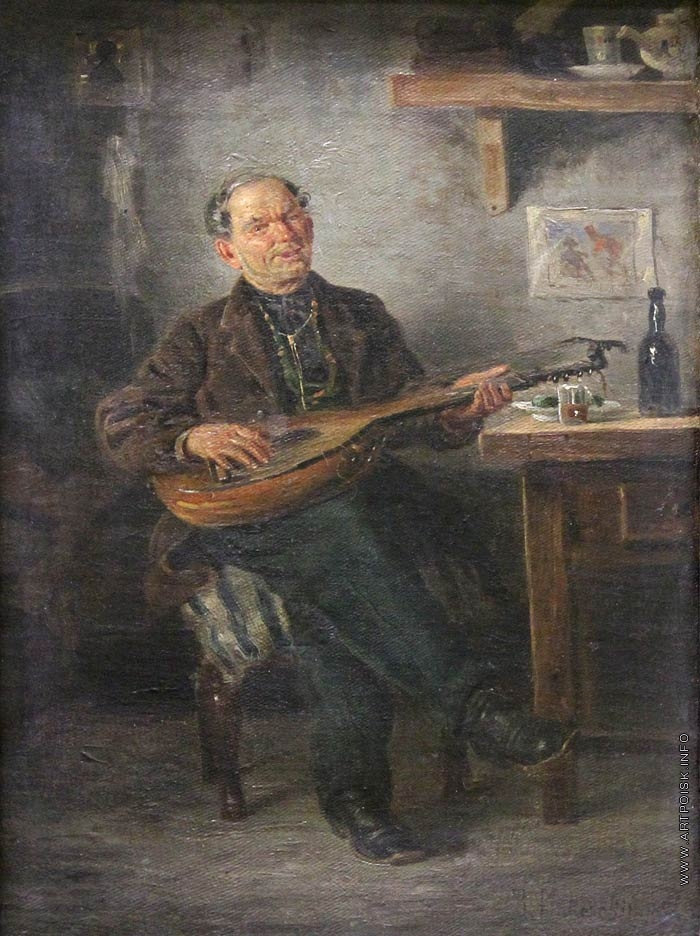
Ein Torbanist zupft in der liegenden Position einer Zither. Gemälde von Wladimir Jegorowitsch Makowski, 1876

Im 17. Jahrhundert gehörte die torban zur musikalischen Unterhaltung des ukrainischen Adels. Am weitesten war die torban nach der Mitte des 18. Jahrhunderts verbreitet, als viele ukrainische Musiker an den polnischen Fürstenhäusern angestellt waren. In den ersten drei Jahrzehnten des 19. Jahrhunderts war die Laute überdies in Russland populär, in Polen wurde sie bis gegen Ende des 19. Jahrhunderts gespielt. Wenige Torbanspieler des 19. Jahrhunderts sind namentlich bekannt. Zu ihnen gehören der russische Diplomat Andrei Kirillowitsch Rasumowski (1752–1836), der ukrainische Dichter Tomasz Padura (1801–1871), die Torbanspielerfamilie Widort mit Gregor Widort, der Ende des 18. Jahrhunderts aus Österreich in die Ukraine kam, seinem Sohn Katejan und dessen Sohn Franz Widort; ferner Iwan Aleksandrow in Moskau, dem ein jüdischer Soldat aus Polen das Torbanspiel beibrachte, der ukrainische Bandura- und Torbanspieler Wasil Schewchenko (1882–1964); Graf Alexei Grigorjewitsch Rasumowski (1709–1771), der ukrainische Lautenspieler und Komponist Tymofij Bilohradskyj (um 1710 – um 1782) sowie die polnische Dichterin Maria Konopnicka (1842–1910).
Die torban wurde beim Spiel wie eine Laute schräg zur Seite oder wie eine bandura senkrecht vor dem Oberkörper gehalten oder wie eine Zither in liegender Position gezupft. Von der mündlich überlieferten Musik ist kaum etwas bekannt, bis auf einige Lieder von Franz Widort, die der ukrainische Komponist Mykola Lyssenko (1842–1912) sammelte und 1892 veröffentlichte.
Nach dem Verschwinden der torban um 1920 wird sie seit dem Ende des 20. Jahrhunderts ungefähr nach musealen Vorlagen in unterschiedlichen Formen wiederhergestellt. Die frühere Zuordnung von kobsa und bandura als Begleitinstrumente von Volksliedsängern und der torban als Instrument der höfischen Musikkultur besteht nicht mehr. Die genannten Saiteninstrumente gehören zusammen mit Violinen, Bassgeigen (basolia), Drehleiern (lira), Hackbrett (cimbalom) und Flöten (sopilka) zur instrumentalen Begleitung einer modernisierten vokalen Volksmusik. Form, Stimmung und Repertoire der heutigen torban haben sich wie bei der bandura im Vergleich zum 19. Jahrhundert geändert.

## Sonstiges
Torban ist auch der Name einer 1869 in Lwiw vom Komponisten Anatole Wachnianin (1841–1908) gegründeten Musikgesellschaft, die bis 1871 existierte. Ein 1905 in Lwiw gegründeter Privatmusikverlag, der „Ukrainische Druckerei Torban“ hieß, veröffentlichte bis 1940 über 300 Notensätze von Werken ukrainischer Komponisten.